# Carlos Baliño
Carlos Baliño, nome completo Carlos Beniño Baliño y Lopez (Guanajay, 18 febbraio 1848 – L'Avana, 18 giugno 1926), è stato uno scrittore e politico cubano, precursore del pensiero marxista a Cuba.
È stato l'autore dell'atto di costituzione del Partito Rivoluzionario Cubano di José Martí  e il fondatore con Julio Antonio Mella del primo Partito Comunista di Cuba.

## Biografia
Baliño nacque il 13 febbraio 1848 a Guanajay da Carlos José Baliño e Dolores Lopez. Studiò commercio e architettura, senza concludere gli studi. Sin da giovane scrisse articoli e poesie per El Fénix, L'Alacrán e La Critica di Guanajay, iniziando a prendere istanze indipendentiste contro l'Impero spagnolo che amministrava Cuba come capitaneria generale.
Nel 1868 entrò all'Academia de Pintura San Alejandro, ma, a causa della grave situazione familiare dovuta alla reclusione del padre per sovversione anti-spagnola nell'isola di Bioko nelle Canarie, fu costretto ad abbandonare gli studi.

### Stati Uniti
Dopo diversi tentativi falliti di trovare lavoro all'Avana, si trasferì negli Stati Uniti per ricongiungersi con il padre evaso. Tra 1868 e 1869 lavorò in Florida come operaio nei tabacchifici e sviluppò la propria attività politica. A Key West fu portavoce della Corporazione di Escogedores, partecipò al movimento operaio e collaborò nell'El Yara. A Tampa contribuì a fondare il quartiere di Ybor City e fu cofondatore, assieme a Ramón Rivero, della prima corporazione operaia, i Caballeros del Trabajo ("Cavalieri del Lavoro").
Nel 1870 si trasferì a New Orleans ma nel 1889 ritornò a Key West dove divenne redattore del giornale La Tribuna del Pueblo e La Tribuna del Trabajo, scrivendo articoli di propaganda per l'indipendenza di Cuba e della libertà della classe operaia. Nel 1891 si trasferì a Tampa dove fondò il gruppo Unión y Fraternidad ("Unione e Fraternità").
Nel 1892 Baliño conobbe il patriota José Martí a Key West e scrisse le basi e l'atto di costituzione del Partito Rivoluzionario Cubano, fondato da Martí nello stesso anno.
Nel 1893 l'insicurezza economica costrinse Baliño a emigrare in Georgia, dove mobilità i lavoratori cubani del tabacco, presiedette il Club Leopoldo Turla e successivamente il Fermín Salvoechea. Poco dopo divenne vicepresidente del Club Ramón Pintó. Nel 1896 tradusse in spagnolo The New Slavery dell'attivista per i diritti umani Samuel H. Davis.
A Tampa collaborò con Pablo Rousseau alla fondazione de La Nueva Republica nel 1897 e lavorò alla contabilità nelle fabbriche di tabacco di Jacksonville.

### Ritorno a Cuba
Nel 1902 fece ritorno a Cuba, dove pubblicò articoli per quotidiani socialisti contro gli abusi economici da parte del governo cubano e degli Stati Uniti. Aderì al Gruppo socialista dell'Avana e creò nel 1903 nella capitale cubana il Club di Propaganda Socialista per la diffusione degli ideali marxisti.
Nel 1904 Baliño fondò il Partito Operaio e collaborò alla testata ufficiale La Voz Obrera. Nel 1905 il partito adottò i principi del marxismo ed il 13 novembre 1906 Balinño firmò l'atto di costituzione del Partito Socialista Operaio di Cuba, nato dall'unione del Partito Operaio e del Gruppo socialista internazionale. Stimolato dalla Rivoluzione d'ottobre, Baliño iniziò inoltre a raggruppare e coordinare le attività di piccole cellule comuniste presenti sull'isola.
Nel 1906 firmò l'atto di costituzione del Partito Socialista di Cuba, nato con la rifondazione del Partito Operaio Socialista e del Gruppo Socialista Internazionale (RSI), creato anch'esso con il suo contributo. Essendo membro del Gruppo Socialista dell'Avana, ne prese la presidenza nel 1910, sostituendo Ramón Belmonte, dopo l'espulsione da Cuba degli operai ritenuti più pericolosi nello sciopero dell'Alcantarillado dell'Avana. Collaborò nel El Socialista, organo del Raggruppamento, nel El Productor, El Obrero Cigarrero, Justicia y Lucha de Clases.
Tra il 1917 e il 1918 scrisse articoli e poesie dedicate a Lenin e alla Rivoluzione d'ottobre. L'evento spinse Baliño a riorganizzare i piccoli gruppi socialisti in raggruppamenti comunisti.
Nel 1921 Baliño tradusse in spagnolo The American Empire dell'economista socialista Scott Nearing e nel 1922 divenne direttore di Espartaco, correttore di bozze del Boletín del Torcedor e della rivista Juventud, diretta da Julio Antonio Mella. Il 16 luglio dello stesso anno Baliño fece adottare al Gruppo socialista dell'Avana un documento con il quale fu dichiarata l'aderenza ai principi e al programma dell'Internazionale Comunista, ma non vi fu l'adesione ufficiale all'organizzazione. Il gruppo subì una scissione e nel marzo 1923 Baliño fondò l'Associazione Comunista dell'Avana per sostenere apertamente il bolscevismo.
Tra il 1924 e il 1925 Baliño cercò di instaurare legami con il Partito Comunista degli Stati Uniti d'America e il Partito Comunista Messicano per unire i vari gruppi comunisti cubani in un'unica entità politica da far entrare nel Comintern.
Il 17 agosto 1925 Baliño fondò con Mella e altri militanti comunisti il primo Partito Comunista di Cuba, con segretario José Miguel Pérez Pérez e con Baliño come membro del primo Comitato centrale.
Morì di morte naturale il 18 giugno 1926, all'età di 78 anni.